# Sumpfschildkröte
Die Einteilung der Lebewesen in Systematiken ist kontinuierlicher Gegenstand der Forschung. So existieren neben- und nacheinander verschiedene systematische Klassifikationen. 
Das hier behandelte Taxon ist durch neue Forschungen obsolet geworden oder ist aus anderen Gründen nicht Teil der in der deutschsprachigen Wikipedia dargestellten Systematik.
Die Sumpfschildkröten (Emydidae) sind eine traditionelle Familie der Schildkröten. Durch Untersuchungen in den 1960er Jahren wurden sie in zwei getrennte, nicht näher verwandte Familien aufgespalten, die sich im Bau des Schädels und des Panzers unterscheiden, und von denen eine den wissenschaftlichen Namen behalten hat:
- Neuwelt-Sumpfschildkröten (Emydidae)
- Altwelt-Sumpfschildkröten (Geoemydidae) – davor als Unterfamilie der vorigen eingeordnet

Die Bezeichnungen sind dabei nicht als strikte geographische Trennung zu verstehen. Eine Minderheit der Neuwelt-Schildkröten-Arten lebt in der Alten Welt, und vice versa. Dies betrifft insbesondere die zu den Neuwelt-Sumpfschildkröten gehörige, auch in Mitteleuropa vorkommende Europäische Sumpfschildkröte, die im deutschen Sprachraum meist mit dem Begriff gemeint ist.